# 无毛卷耳
无毛卷耳（学名：Cerastium arvense var. glabellum）为石竹科卷耳属下的一个变种。

## 扩展阅读
- 維基物種上的相關：无毛卷耳